# Последние слова
Последние слова или окончательные слова — последние сформулированные слова человека, сказанные перед смертью или по мере приближения смерти. Последние, сказанные непосредственно перед смертью, могут отражать способ смерти.

## Примеры
Известные последние слова включают в себя как буквальный смысл, например, Слова Иисуса Христа на Кресте, "Et tu, Brute?" Юлия Цезаря, и Оскара Уайльда "англ. My wallpaper and I are fighting a duel to the death. One of us has got to go.", или же символизировать злую иронию, например:
```
"Они не могут поразить 
слона
 на этом расстоянии!" (
англ.
 
They couldn't hit an elephant at this distance!
)
```

Генерал Джон Седжвик в битве при Спотсильвейни перед тем как быть сражённым намертво пулей вражеского снайпера.
```
"Все храбрые 
пруссаки
 за мной!" (
нем.
 
Lassen Sie alle tapferen Preußen folgen Sie mir!
)
```

Фельдмаршал Курт Кристоф фон Шверин в битве под Прагой, непосредственно перед тем как получить смертельный удар в голову пушечным ядром.
```
"Не волнуйтесь, он не заряжен." (
англ.
 
Don't worry about it ... Look, the clip is not even in it.
)
```

Музыкант Терри Кэт, прежде чем приложить пистолет к виску и нажать на курок.
```
"Ой, никто не собирается стрелять в меня." (
англ.
 
"Aw, no one's gonna shoot at me.
)
```

Ли Харви Освальд, в тот момент когда в него выстрелил Джек Руби.
Последние слова сообщаются публично, если были произнесены человеком почитаемым как мученик или герой националистического, религиозного или революционного движения, часто получают политическое значение, цитируются в прессе и литературе, а также могут использоваться в качестве лозунга. Тем не менее, во многих таких случаях их историческая подлинность ставится под сомнение.